# Grégory Béranger
Grégory Béranger (Nizza, 30 agosto 1981) è un ex calciatore francese, di ruolo difensore.

## Carriera
Dopo aver giocato in patria in terza, quarta e quinta serie, si trasferisce in Spagna giocando, nella stagione 2008-2009, una stagione in Primera División con l'Espanyol (18 presenze).

## Palmarès

### Club

#### Competizioni nazionali
- Segunda División (Spagna): 1

Elche: 2012-2013